# Правительство Афганистана
Кабинет министров Афганистана состоит из глав всех министерств и ведомств.

## Второй Исламский Эмират Афганистан (с 2021)

### Переходное правительство Исламского Эмирата Афганистан
7 сентября 2021 года движение Талибан сформировало переходное правительство Исламского Эмирата Афганистан, все министерские портфели в котором получили мужчины. В состав правительства вошли 14 человек из списка международных террористов, составленного Советом Безопасности ООН (в том числе премьер-министр Ахунд) и трое из пяти бывших заключённых американской тюрьмы Гуантанамо, освобождённых в обмен на дезертира Боуи Бергдала: заместитель министра обороны мулла Мохаммад Фазль, министр информации и культуры Хайрулла Хайрхва, министр границ и по делам племён мулла Нурулла Нури. Два других представителя «гуантанамской пятёрки» также получили должности в новых структурах власти: мулла Абдул Хак Васик возглавил разведку, а Мохаммад Наби Омари назначен губернатором провинции Хост.
Первоначально распространялась информация, что инаугурация кабинета назначена на 11 сентября, в двадцатую годовщину терактов 11 сентября 2001 года; приглашения получили представители шести стран: России, Ирана, Китая, Катара, Пакистана и Турции. 10 сентября пресс-секретарь российского президента Дмитрий Песков сообщил журналистам, что Россия не примет участия в церемонии (ранее министр иностранных дел Лавров допускал такую возможность в случае формирования талибами инклюзивного правительства с участием разных политических сил и представителей разных этнических и конфессиональных групп). В этот же день член комиссии Талибана по культуре Инамуллах Самангани сообщил в своём Твиттере, что инаугурация не состоится, а правительство приступило к работе.
| Должность                                               | Имя                     | Начало полномочий | Конец полномочий |
| ------------------------------------------------------- | ----------------------- | ----------------- | ---------------- |
| Премьер-министр                                         | Мохаммад Хасан Ахунд    | 7 сентября 2021   |                  |
| Премьер-министр                                         | Абдул Кабир             | 17 мая 2023       | 17 июля 2023     |
| Первый вице-премьер                                     | Абдул Гани Барадар      | 7 сентября 2021   |                  |
| Второй вице-премьер                                     | Абдул Салам Ханафи      | 7 сентября 2021   |                  |
| Третий вице-премьер                                     | Абдул Кабир             | 7 сентября 2021   |                  |
| Министр обороны                                         | Абдул Закир             | 24 августа 2021   | 7 сентября 2021  |
| Министр обороны                                         | Мохаммад Якуб           | 7 сентября 2021   |                  |
| Министр внутренних дел                                  | Ибрагим Садр            | 24 августа 2021   | 7 сентября 2021  |
| Министр внутренних дел                                  | Сираджуддин Хаккани     | 7 сентября 2021   |                  |
| Министр иностранных дел                                 | Амир Хан Муттаки        | 7 сентября 2021   |                  |
| Министр финансов                                        | Хидаятулла Бадри        | 7 сентября 2021   |                  |
| Министр образования                                     | Хемат Ахундзада         | 23 августа 2021   | 7 сентября 2021  |
| Министр образования                                     | Нурулла Мунир           | 7 сентября 2021   | 20 сентября 2022 |
| Министр образования                                     | Хабибулла Ага           | 20 сентября 2022  |                  |
| Министр информации и культуры                           | Хайрулла Хайрхва        | 7 сентября 2021   |                  |
| Министр экономики                                       | Дин Мохаммад Ханиф      | 7 сентября 2021   |                  |
| Министерство хаджа и религиозных дел                    | Нур Мохаммад Сакиб      | 7 сентября 2021   |                  |
| Министр юстиции                                         | Абдул Хаким Исхакзай    | 7 сентября 2021   |                  |
| Министр границ и по делам племён                        | Нурулла Нури            | 7 сентября 2021   |                  |
| Министр восстановления и развития сельского хозяйства   | Мохаммад Юнус Ахундзада | 7 сентября 2021   |                  |
| Министр сельского хозяйства, ирригации и животноводства | Абдул Рахман Рашид      | 22 сентября 2021  |                  |
| Министр общественных работ                              | Абдул Манан Омари       | 7 сентября 2021   | 23 января 2023   |
| Министр общественных работ                              | Мохаммед Иса Тани       | 23 января 2023    |                  |
| Министр шахт и нефти                                    | Мохаммед Иса Ахунд      | 7 сентября 2021   | 22 ноября 2021   |
| Министр шахт и нефти                                    | Шахабуддин Делавар      | 23 ноября 2021    |                  |
| Министр энергетики и водных ресурсов                    | Абдул Латиф Мансур      | 7 сентября 2021   |                  |
| Министр транспорта и гражданской авиации                | Хамидулла Ахундзада     | 7 сентября 2021   |                  |
| Министр высшего образования                             | Абдул Баки Хаккани      | 7 сентября 2021   |                  |
| Министр связи                                           | Наджибулла Хаккани      | 7 сентября 2021   |                  |
| Министр по делам беженцев                               | Халил Хаккани           | 7 сентября 2021   |                  |
| Министр поддержки добродетели и предотвращения пороков  | Шейх Мохаммад Халид     | 7 сентября 2021   |                  |
| Министр торговли и промышленности                       | Нуруддин Азизи          | 21 сентября 2021  |                  |

### Государственный совет Афганистана
В конце августа 2021 года с выводом войск США из Афганистана, общенациональным наступлением движения Талибан и падением Кабула победители сформировали временный орган власти, осуществляющий контроль над большей частью территории страны.
| Должность                                        | Имя                                    | у власти         | Статус             |
| ------------------------------------------------ | -------------------------------------- | ---------------- | ------------------ |
| Глава политического офиса движения «Талибан»     | мулла Абдул Гани Барадар               | с лета 2021 года | до 7 сентября 2021 |
| Советник по боевым операциям                     | мавлави Мохаммад Якуб                  | с лета 2021 года | до 7 сентября 2021 |
| Советник по международным делам                  | Халиль Аль-Рахман Хаккани              | с лета 2021 года | до 7 сентября 2021 |
| Советник по применению шариата                   | кади Забихулла Муджахид (из Аль-Каеды) | с лета 2021 года | до 7 сентября 2021 |
| Советник по экономике и торговле                 | Абдул Рахман Мансур                    | с лета 2021 года | до 7 сентября 2021 |
| Советник по культурной реформе                   | Амир Хан Муттаки                       | с лета 2021 года | до 7 сентября 2021 |
| Советник по общественным работам                 | Абдул Каюм Закир                       | с лета 2021 года | до 7 сентября 2021 |
| Советник по вопросам образования                 | Шахабуддин Делавар                     | с лета 2021 года | до 7 сентября 2021 |
| Советник по вопросам здравоохранения             | Абдулхак Ахунд                         | с лета 2021 года | до 7 сентября 2021 |
| Советник по сельскому хозяйству и продовольствию | Гульбеддин Хекматияр                   | с лета 2021 года | до 7 сентября 2021 |
| Советник горных дел и промышленности             | Абдулла Абдулла                        | с лета 2021 года | до 7 сентября 2021 |
| Советник по авиации и транспорту                 | Хамид Карзай                           | с лета 2021 года | до 7 сентября 2021 |

## Исламская Республика Афганистан (2001—2021)

### Правительство национального единства (2015—2021)
| Должность                                                                         | Имя                      | Начало полномочий | Конец полномочий |
| --------------------------------------------------------------------------------- | ------------------------ | ----------------- | ---------------- |
| Президент                                                                         | Ашраф Гани               | 29 сентября 2014  | 15 августа 2021  |
| Глава исполнительной власти (премьер-министр) Руководитель комиссии по примирению | Абдулла Абдулла          | 29 сентября 2014  | 11 марта 2020    |
| Первый вице-президент                                                             | Абдул-Рашид Дустум       | 29 сентября 2014  | 19 февраля 2020  |
| Первый вице-президент                                                             | Амрулла Салех            | 19 февраля 2020   | 15 августа 2021  |
| Второй вице-президент                                                             | Сарвар Даниш             | 29 сентября 2014  | 15 августа 2021  |
| Министерство иностранных дел                                                      | Салахуддин Раббани       | 1 февраля 2015    | 23 октября 2019  |
| Министерство иностранных дел                                                      | Идрис Заман              | 30 октября 2019   | 22 января 2020   |
| Министерство иностранных дел                                                      | Мохаммад Харун Чахансури | 22 января 2020    | 4 апреля 2020    |
| Министерство иностранных дел                                                      | Мохаммад Ханиф Атмар     | 4 апреля 2020     | 15 августа 2021  |
| Министерство обороны Афганистана                                                  | Мохаммад Масум Станекзай | 24 мая 2015       | 20 июня 2016     |
| Министерство обороны Афганистана                                                  | Абдулла Хабиби           | 20 июня 2016      | 24 апреля 2017   |
| Министерство обороны Афганистана                                                  | Тарик Шах Бахрами        | 24 апреля 2017    | 23 декабря 2018  |
| Министерство обороны Афганистана                                                  | Асадулла Халид           | 23 декабря 2018   | 19 марта 2021    |
| Министерство обороны Афганистана                                                  | Мохаммад Ясин Зия        | 19 марта 2021     | 19 июня 2021     |
| Министерство обороны Афганистана                                                  | Бисмилла Хан Мохаммади   | 19 июня 2021      | 15 августа 2021  |
| Министерство внутренних дел                                                       | Мохаммад Аюб Саланги     | 9 декабря 2014    | 27 января 2015   |
| Министерство внутренних дел                                                       | Нур-уль-Хак Улюми        | 27 января 2015    | 24 февраля 2016  |
| Министерство внутренних дел                                                       | Тадж Мохаммед Джахид     | 24 февраля 2016   | 13 августа 2017  |
| Министерство внутренних дел                                                       | Ваис Ахмад Бармак        | 13 августа 2017   | 23 декабря 2018  |
| Министерство внутренних дел                                                       | Амрулла Салех            | 23 декабря 2018   | 19 января 2019   |
| Министерство внутренних дел                                                       | Масуд Андраби            | 19 января 2019    | 19 марта 2021    |
| Министерство внутренних дел                                                       | Хаятулла Хаят            | 19 марта 2021     | 19 июня 2021     |
| Министерство внутренних дел                                                       | Абдул Саттар Мирзаквал   | 19 июня 2021      | 15 августа 2021  |
| Министерство финансов                                                             | Эклиль Ахмад Хакими      | 1 февраля 2015    | 26 июня 2018     |
| Министерство финансов                                                             | Мохаммад Каюми           | 26 июня 2018      | март 2020        |
| Министерство финансов                                                             | Абдул Хади Аргандивал    | март 2020         | январь 2021      |
| Министерство финансов                                                             | Халид Пайенда            | январь 2021       | 10 августа 2021  |
| Министерство экономики                                                            | Абдул Саттар Мурад       | 18 апреля 2015    | 12 августа 2017  |
| Министерство экономики                                                            | Мохаммад Мастур          | 12 августа 2017   | 14 сентября 2020 |
| Министерство экономики                                                            | Карима Хамед Фарьяби     | 14 сентября 2020  | 15 августа 2021  |
| Министерство юстиции                                                              | Абдул Басир Анвар        | 18 апреля 2015    | 15 августа 2021  |
| Министерство культуры и информации                                                | Абдул Бари Джахани       | 18 апреля 2015    | Ноябрь 2016      |
| Министерство культуры и информации                                                | Камаль Садат             | Ноябрь 2016       | 18 августа 2017  |
| Министерство культуры и информации                                                | Мохаммад Расул Бавари    | 18 августа 2017   | 2020             |
| Министерство культуры и информации                                                | Мохаммад Тахир Захир     | 2020              | 15 августа 2021  |
| Министерство образования                                                          | Асадулла Ханиф Балх      | 18 апреля 2015    | 13 ноября 2016   |
| Министерство образования                                                          | Мохаммед Ибрагим Шинвари | 13 ноября 2016    | 2018             |
| Министерство образования                                                          | Мир-вайс Балхи           | 2018              | 2020             |
| Министерство образования                                                          | Рангина Хамиди           | 2020              | 15 августа 2021  |
| Министерство высшего образования                                                  | Фарида Моманд            | апрель 2015       | 14 ноября 2016   |
| Министерство высшего образования                                                  | Абдул Латиф Рошан        | 14 ноября 2016    | 22 ноября 2017   |
| Министерство высшего образования                                                  | Наджибулла Ходжа Умари   | 22 ноября 2017    | 22 мая 2019      |
| Министерство высшего образования                                                  | Абдул Таваб Балакарзи    | 23 мая 2019       | 14 сентября 2020 |
| Министерство высшего образования                                                  | Аббас Басир              | 14 сентября 2020  | 15 августа 2021  |
| Министерство торговли и коммерции                                                 | Расау, Хумаюн            | 2015              | 2021             |
| Министерство водных ресурсов                                                      | Османи, Али Ахмад        | 2015              | 2019             |
| Министерство водных ресурсов                                                      | Мохаммад Гюль Халми      | 2019              | 2021             |
| Министр транспорта и авиации                                                      | Баташ, Мухамадулла       | 2015              | 2021             |
| Министерство общественных работ                                                   | Балигх, Махмуд           | 2015              | 2021             |
| Министерство женских дел                                                          | Делбар Назари            | апрель 2015       | 15 августа 2021  |
| Министерство Хаджа и исламских дел                                                | Османи, Фаиз Мохамад     | 2015              | 15 августа 2021  |
| Министерство общественного здравоохранения                                        | Ферозуддин Фероз         | 2015              | 2019             |
| Министерство общественного здравоохранения                                        | Али Джавад Османи        | май 2020          | декабрь 2020     |
| Министерство общественного здравоохранения                                        | Вахид Маджрух            | январь 2021       | сентябрь 2021    |
| Министерство сельского хозяйства                                                  | Асадулла Замир           | 2015              | сентябрь 2017    |
| Министерство сельского хозяйства                                                  | Насир Ахмад Дуррани      | сентябрь 2017     | 15 августа 2021  |
| Министерство горных дел                                                           | Саба Дауд Шах            | 2015              | 2021             |
| Министерство коммуникаций и информационных технологий                             | Абдул Разик Вахиди       | 2015              | 2017             |
| Министерство коммуникаций и информационных технологий                             | Фахим Хашими             | 27 мая 2019       | 21 августа 2020  |
| Министерство коммуникаций и информационных технологий                             | Масуме Хавари            | 21 августа 2020   | 15 августа 2021  |
| Министерство труда, социального обеспечения и инвалидов                           | Оряхил Насрин            | 2015              | 2021             |
| Министр племен и пограничных дел                                                  | Мангал, Мухамад Гуляб    | 2015              | 2021             |
| Министерство строительства                                                        | Надери, Сайед Мансер     | 2015              | 2021             |
| Министр по борьбе с наркотиками                                                   | Саламат Азими            | 21 апреля 2015    | 15 августа 2021  |
| Министр по делам беженцев и репатриантов                                          | Хусейн Сайед Алеми Балх  | 2015              | 2021             |
| Глава Управления национальной безопасности                                        | Масуд Андраби            | 10 декабря 2015   | 6 мая 2016       |
| Глава Управления национальной безопасности                                        | Мохаммад Масум Станекзай | 6 мая 2016        | 5 сентября 2019  |
| Глава Управления национальной безопасности                                        | Ахмад Зия Сарадж         | 9 сентября 2019   | 15 августа 2021  |
| Советник президента Афганистана по национальной безопасности                      | Мохаммад Ханиф Атмар     | 2015              | 2019             |

## Первый Исламский Эмират Афганистан (1996—2001)
Правительство действовало на части территории Афганистана, контролируемой Талибаном, и было признано только Пакистаном, Саудовской Аравией и Объединёнными Арабскими Эмиратами.
| Ведомство                                               | Имя                      | Период       | Примечания                         |
| ------------------------------------------------------- | ------------------------ | ------------ | ---------------------------------- |
| Эмир                                                    | Мухаммед Омар            | 1996-2001    |                                    |
| Заместитель эмира                                       | Мохаммад Раббани         | 1996-2001    | Оспаривалось Бурхануддином Раббани |
| Заместитель эмира                                       | Абдул Кабир              | 2001-2001    | Оспаривалось Бурхануддином Раббани |
| Министр образования                                     | Абдул Салам Ханафи       |              | Заместитель министра               |
| Министр планирования                                    | Дин Мохаммад Ханиф       |              |                                    |
| Министр планирования                                    | Мохаммад Муса Хоттак     |              | Заместитель министра               |
| Верховный судья                                         | Абдул Хаким Ишакзай      |              |                                    |
| Министр информации и культуры                           | Амир Хан Муттаки         |              |                                    |
| Министр информации и культуры                           | Абдул Баки Хаккани       |              | Заместитель министра               |
| Министр сельского хозяйства, ирригации и животноводства | Абдул Латиф Мансур       |              |                                    |
| Министр иностранных дел                                 | Аббас Станикзай          | 1996-1998    | и. о. и заместитель министра       |
| Министр иностранных дел                                 | Мохаммад Гус             | 1996-1997    |                                    |
| Министр иностранных дел                                 | Абдул Джалиль            | 1997-1998    |                                    |
| Министр иностранных дел                                 | Хасан Ахунд              | 1998-1999    |                                    |
| Министр иностранных дел                                 | Вакиль Ахмад Мутаваккиль | 1999-2001    | Оспаривалось                       |
| Министр обороны                                         | Саадулла Попал           | 1996-1997    | и. о.                              |
| Министр обороны                                         | Обайдулла Ахунд          | 1997-2001    |                                    |
| Министр обороны                                         | Мохаммад Фазль           |              | Заместитель министра               |
| Министр обороны                                         | Абдул Каюм Закир         |              |                                    |
| Министр внутренних дел                                  | Абдул Самад Хаксар       | 1996-2001    | Министр или заместитель министра   |
| Министр внутренних дел                                  | Кари Ахмадулла           | 1996-?       |                                    |
| Министр внутренних дел                                  | Хайрулла Хайрхва         | 1997-1998    |                                    |
| Министр внутренних дел                                  | Абдур Раззак             |              |                                    |
| Министр здравоохранения                                 | Абдул Рауф Мохаммад      | 1996-1999    | и. о.                              |
| Министр здравоохранения                                 | Аббас Станикзай          |              | Заместитель министра               |
| Министр строительства                                   | Дадулла                  |              |                                    |
| Министр финансов                                        | Мохаммад Ахмади          | ? — 1999 — ? |                                    |
| Министр финансов                                        | Ага Жан Мотасим          | ? — 1999 — ? |                                    |
| Министр финансов                                        | Мухаммад Тахер Анвари    | ? — 2000 — ? |                                    |
| Министр высшего образования                             | Хамдулла Номани          |              |                                    |
| Министр высшего образования                             | Дин Мохаммад Ханиф       |              |                                    |
| Министр юстиции                                         | Нуруддин Тураби          | 1996-2001    |                                    |
| Министр торговли и промышленности                       | Абдул Разак              | 1999-2001    |                                    |
| Министр торговли и промышленности                       | Фазаль Мохаммад          |              | Заместитель министра               |
| Министр пограничных дел                                 | Абдул Хаким Муниб        |              | Заместитель министра               |

## Исламское Государство Афганистан (1992—2001)
Правительство действовало на части территории Афганистана, контролируемой моджахедами.